# El nuevo camino del hombre
El nuevo camino del hombre es el tercer álbum de estudio del grupo de nu metal argentino A.N.I.M.A.L., lanzado en 1996. Se convirtió en disco de oro en Argentina con más de 30 000 copias vendidas, lo que representó la llegada de la banda a cierta masividad. A partir de ese momento sus discos fueron distribuidos internacionalmente, logrando ser una de las pocas bandas pesadas de Latinoamérica que recorrieron el continente presentándose.
El álbum fue presentado con un show en Obras ante 5000 personas. Luego realizaron un gira por ciudades de México, Estados Unidos, Chile y Colombia, donde se presentaron en el festival Rock al Parque.

## Lista de canciones
1. "Guerra de razas"
2. "El nuevo camino del hombre"
3. "Guerreros urbanos"
4. "Lo mejor de lo peor"
5. "Pueblos erguidos"
6. "Lejos de casa"
7. "Sol"
8. "Antes de morir"
9. "Amigos"
10. "Alas"
11. "Sabia naturaleza"
12. "Chalito"

## Músicos
- Andrés Giménez: guitarra y voz.
- Marcelo Corvalán: bajo y coros.
- Martín Carrizo: batería.